# Redingeria glyphica
Redingeria glyphica är en lavart som först beskrevs av William Nylander och fick sitt nu gällande namn av Andreas Frisch 2006. 
Redingeria glyphica ingår i släktet Redingeria och familjen Thelotremataceae.   Inga underarter finns listade i Catalogue of Life.